# Pál József (feltaláló)
Pál József (1919. november 21. – 2007. július 28.) Kossuth-díjas szerszámgéplakatos, a légpárnás (v. lebegő) köszörűgép feltalálója, Pál Éva énekesnő édesapja.

## Élete
Átélte a német megszállást, majd amerikai fogságba került. A fogság után visszatért munkahelyére a Csepel Művekbe. Ötször nyerte el a Kiváló Újító kitüntetést, Sztahanovista kitüntetéssel is jutalmazták, majd 1956-ban találmányáért, a légpárnás köszörűért Kossuth-díjat kapott. 1964-ben feltűnt a Nehéz emberek c. dokumentumfilmben is. 88 éves korában hunyt el.

## Külső hivatkozások
- Pál József lebegő köszörűgépe, 1956 MSZH
- IMDb
- Ki kicsoda? Kossuth könyvkiadó - (1981) ISBN 963091832 3